# Medal Srebrnego Jubileuszu Królowej Elżbiety II
Queen Elizabeth II Silver Jubilee Medal (pol: Medal Srebrnego Jubileuszu Królowej Elżbiety II) – pamiątkowy medal brytyjski, ustanowiony w 1977 roku z okazji 25-lecia panowania Elżbiety II; nadawany osobom, które wzięły udział w uroczystościach jubileuszowych oraz przygotowaniu do nich. Medal został włączony również do systemów odznaczeń Australii, Kanady (z odmiennym rewersem) i Nowej Zelandii. Nadano 68 377 medali, z czego Australijczykom przyznano 6870, Kanadyjczykom 30 000, a Nowozelandczykom 1507.